# مله بلوط
مله بلوط، روستایی از توابع بخش دوره چگنی شهرستان خرم‌آباد در استان لرستان ایران است.

## جمعیت
این روستا در دهستان دوره قرار دارد، و براساس سرشماری مرکز آمار ایران در سال ۱۳۸۵، جمعیت آن ۴۰۹ نفر (۹۰خانوار) بوده‌است.